# Julian von Dunajewski

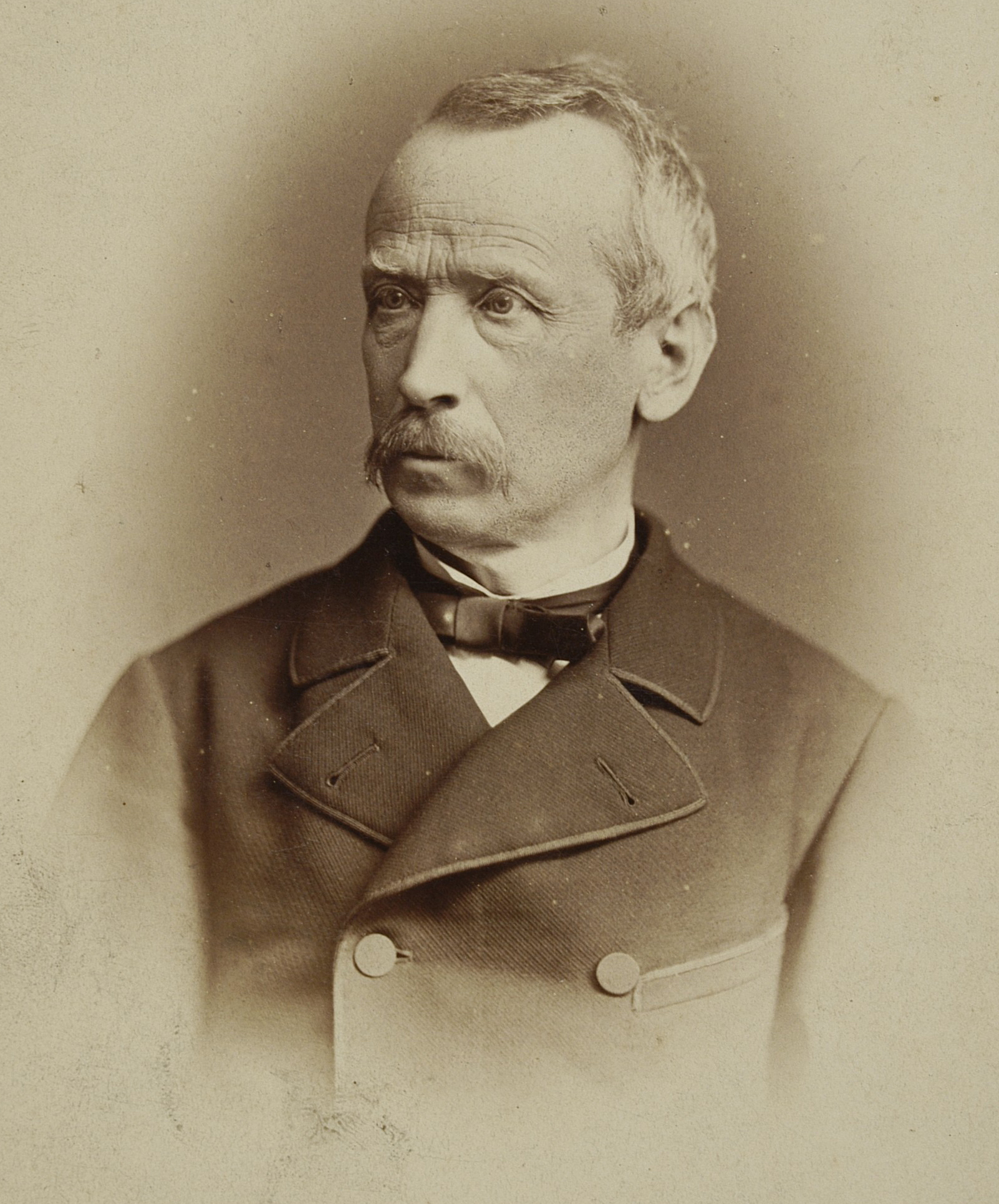
Julian Dunajewski (1901)

Julian Antoni Dunajewski bzw. Julian (Ritter) von Dunajewski (* 4. Juli 1821 in Stanislau, Galizien; † 29. Dezember 1907 in Krakau) war ein Gelehrter und Ökonom, der 1880 bis 1891 als k.k. österreichischer Finanzminister im Kabinett von Eduard Taaffe amtierte.

## Leben
Geboren wurde Julian Dunajewski als Sohn des kaiserlichen Verwaltungsbeamten Simon Dunajewski und dessen Frau Antonia von Blazowska, die im Gegensatz zu ihrem Mann adeliger Abkunft war. Der Ehe entsprang später noch ein weiterer Sohn, Albin Dunajewski, der es zum Kardinal-Fürstbischof von Krakau bringen sollte. Der Vater wurde 1830 nach Neu Sandez (Nowy Sącz) versetzt, wo Dunajewski von 1831 bis 1836 das Gymnasium besuchte. Nach zwei weiteren Jahren am Lemberger Gymnasium studierte er dort und in der Reichshaupt- und Residenzstadt Wien Jus, ehe er ab 1846 – in welchem Jahr Krakau auch formell zu Österreich kam – in der alten Residenzstadt der Jagiellonen Philosophie studierte. In Krakau wurde er 1850 zum Dr. phil. promoviert, nachdem er eine Dissertation mit dem Thema Die Organisation der Gemeinde verfasst hatte.
Gleich darauf bewarb sich Dunajewski um eine Lehrkanzel für Politische Wissenschaft an der Krakauer Universität – und wurde vom Auswahlkollegium auch auf den ersten Platz gereiht. Doch die Berufung unterblieb – aus politischen Gründen, da er den österreichischen Behörden als zu „polnisch-national“ galt. 1855 wurde er außerordentlicher und 1856 ordentlicher Professor für Verwaltungs- und Strafrecht an der Rechtsakademie in Pressburg. 1860 erhielt er eine Professur für Verwaltungsrecht und Volkswirtschaftslehre in Lemberg. Als nach den Niederlagen der Habsburger bei Magenta und Solferino Agenor Goluchowski Staatsminister wurde, förderte dieser seinen Landsmann Dunajewski, der so mit kaiserlicher Entschließung vom 23. Juli 1860 schließlich zum Professor in Krakau berufen wurde. Von Oktober 1861 bis Juni 1880 wurde Dunajewski nun an der Krakauer Universität Professor für Politische Wissenschaften, Statistik und Verwaltungsrecht.
Nach den Unruhen im Gefolge des polnischen Aufstandes im Russischen Kaiserreich 1863, welche dazu führten, dass 1864 der Belagerungszustand über Krakau verhängt wurde, ernannte man Dunajewski, der nun als österreichischer Patriot anerkannt wurde, im Mai 1865 nachträglich zum Rektor 1864/1865 der Universität, eine Würde, die Dunajewski auch noch 1868/69 und 1879/80 bekleiden sollte. Sein Hauptschwerpunkt galt den Bereichen Nationalökonomie und Finanzwissenschaft, darüber hinaus lehrte er aber auch Strafrecht, Statistik und vor allem Verwaltungsrecht. 1864 veröffentlichte er sein erstes Werk, Boden und Kredit, ein Jahr später erschien Das System der Nationalökonomie und Finanzwirtschaft. 1871 schließlich publizierte Dunajewski ein drittes Werk, Grundzüge der Organisation der Verwaltungsbehörden für Galizien, welches bis zum Ende der Monarchie als ein Standardwerk galt.
Bereits 1870 war Dunajewski von seiner Heimatgemeinde Neu Sandez in den galizischen Landtag gewählt worden. Nach der Reichsratswahl 1873 wurde Dunajewski am 5. November 1873 als Mitglied des Abgeordnetenhauses angelobt, und bereits zwei Wochen später hielt er, der sich dem Polenklub angeschlossen hatte, seine Jungfernrede. Bei den Reichsratswahlen des Jahres 1879 erlitten die Liberalen eine Niederlage, und die Konservativen unter dem irischstämmigen Eduard Graf Taaffe erhielten die Mehrheit. Taaffe, der bereits 1868–1870 Regierungschef gewesen war, sollte diesen Posten in der Folge bis 1893 abermals bekleiden, und er holte sich Dunajewski Anfang 1880 als österreichischen Finanzminister in sein Kabinett.
Dunajewski zog die Konsequenzen aus der mangelnden staatlichen Lenkung, die zum großen Wirtschaftskrach von 1873 geführt hatten und gründete noch 1880 die „Länderbank“ als künftigen Finanzier der notwendigen infrastrukturellen Maßnahmen zur Belebung der Wirtschaft und des Arbeitsmarktes. Dunajewski setzte dabei auf heute gängige Methoden der Emission junger Aktien, Reservefonds, Bedeckungen durch Anleihen und ähnlicher finanztechnischer Schritte zur Absicherung nötiger Investitionen, die sich bereits beim Ausbau des Eisenbahnnetzes blendend bewährten. So konnte nicht nur die galizische Transversalbahn errichtet werden, sondern auch die Nordbahn und die Nordwestbahn den geänderten Bedürfnissen angepasst werden. Umso erstaunlicher erscheint es heute, dass es Dunajewski gelang, das übernommene Budgetdefizit allmählich auszugleichen und ab den Jahren 1887/88 sogar positiv zu bilanzieren. 
Zur nachhaltigen Sanierung des Staatshaushaltes hatte Dunajewski aber auch eine Reform der Steuerpolitik in Angriff genommen, durch welche die Staatseinnahmen optimiert werden konnten. Hartnäckig widersetzte er sich allen Vorschlägen zu einer Abgabensenkung, ehe nicht das Gleichgewicht des Staatshaushaltes erzielt war. Gleichzeitig propagierte er eine leicht progressive Einkommensteuer ohne massiven Eingriff in die direkten Steuern, da man „leicht den Reichen arm, aber nicht den Armen reich machen“ könne. Stattdessen setzte Dunajewski auf die indirekten Steuern als Massensteuern, die er „als Hauptquelle für die Befriedigung des dringenden Finanzbedarfs“ erkannte. Staatliche Einhebungen wie die Mineralöl-, die Branntwein-, Bier- oder die Tabaksteuer gehen dabei im Wesentlichen auf Dunajewski zurück, von denen seitdem Generationen von Finanzministern profitierten. Auch die (neuerliche) Monopolisierung des Lottos als staatlicher Einkommensquelle geht auf Dunajewski zurück, der auch den staatlichen Profit bei diversen Gebühren perfekt für seine Zwecke zu nutzen wusste. 
Mit seinen fiskalischen Erfolgen avancierte Dunajewski bald zum wichtigsten Mann in der Regierung Taaffe, für den der Pole unverzichtbar geworden war. Die beiden arbeiteten auch lange Zeit perfekt zusammen, ehe der heraufdämmernde Nationalitätenkonflikt zwischen Tschechen und Deutschsprachigen zu ersten Auffassungsunterschieden zwischen Taaffe und Dunajewski führte. Selbst Slawe, stand Dunajewski den Anliegen der Jungtschechen zumindest nicht vollends ablehnend gegenüber, während Taaffe eher den Ausgleich mit den Deutschnationalen als politischem Gegengewicht zu den Liberalen suchte. Die politische Ausgrenzung der Jungtschechen hielt Dunajewski für eine gefährliche Strategie, die sich zu einer Zerreißprobe für die Monarchie entwickeln könnte, doch drang er mit dieser Warnung bei Taaffe nicht durch.
Das politische Patt zwischen den parlamentarischen Kräften führte zu vorgezogenen Neuwahlen im Jahre 1891. Die neue politische Konstellation vermochte Dunajewski nicht mehr mitzutragen. Nach elf Jahren als Finanzminister und im 70. Lebensjahr stehend, wurde er vom Kaiser mit allen Ehren aus der Regierung verabschiedet, mit dem höchsten Zivilorden für einen Nichtadeligen ausgezeichnet und ins Herrenhaus berufen.